# Matthew Burrows
Matthew „Matty“ Burrows (* 15. Oktober 1985 in Newtownards, County Down) ist ein nordirischer Fußballspieler. Er spielt für Dundela FC, einem Verein aus Belfast, der in der drittklassigen Premier Intermediate League spielt.
Weltweite Bekanntheit erlangte der Linksfuß, als er im Oktober 2010 im Spiel gegen den FC Portadown ein spektakuläres Tor mit der Hacke in der Nachspielzeit erzielen konnte. Das Video zu diesem Tor wurde auf der Internetplattform YouTube über eine Million Mal angeklickt. Daraufhin erfreute sich die IFA Premiership einer noch nie da gewesenen Berichterstattung. 
Das englische Boulevardblatt The Sun schrieb, dass Spieler wie Lionel Messi oder Cristiano Ronaldo stolz wären, ein solches Tor zu erzielen.
Dieses Tor wurde für den FIFA-Puskás-Preis nominiert.
Im Januar 2012 wechselte Burrows für eine unbekannte Ablösesumme zum Ligakonkurrenten Glenavon FC. Er debütierte am 4. Februar 2012 beim 3:2-Heimsieg gegen Carrick Rangers. Seine ersten beiden Treffer für den neuen Arbeitgeber gelangen ihm einige Wochen später. Trotz Burrows' Doppelpacks verlor Glenavon jedoch knapp mit 3:4 gegen Cliftonville FC.
Ein Jahr später, im Januar 2013, schloss sich Burrows dem nordirischen Zweitligisten Ards FC an. Burrows und seinen Teamkollegen gelang es in dieser Saison, bereits einen Monat vor dem letzten Spieltag den Aufstieg in die höchste Spielklasse Nordirlands unter Dach und Fach zu bringen. 
2016 spielte er für Dundela FC im Finale des Steel & Sons Cup gegen die Linfield Swifts, das 1:3 verloren wurde.